# Moviment Momentum
El Moviment Momentum (en hongarès Momentum Mozgalom, escurçat com a Momentum) és un partit polític liberal d'Hongria fundat el 2017.

## Història
El partit va néixer al 2015, sent registrat inicialment com a associació el 3 de novembre de 2016 per a demanar un referèndum per a una candidatura a Budapest per als Jocs Olímpics d'Estiu de 2024. Al 2017, un cop van aconseguir cert ressò mediàtic, van esdevenir partit polític amb un centenar de membres inicials, amb l'objectiu de presentar-se a les següents eleccions legislatives. Momentum va aconseguir llavors 175,229 vots, el 3.06%, lluny d'arribar al llindar per aconseguir representació.
Malgrat aquests resultats, a les eleccions europees de 2019 van aconseguir la tercera posició amb 2 representants al Parlament Europeu, facilitant així competir amb millors condicions per a les eleccions al Parlament de 2022, que ho faria dins de la coalició Units per Hongria, amb deu diputats per al partit.
Més recentment, a les eleccions europees de 2024 van perdre tota la seva representació, amb menys de la meitat del suport que van aconseguir el 2019.

## Resultats electorals

### Assemblea Nacional
| Any  | Líder              | Circumscripció                     | Circumscripció                     | Llista de partit                   | Llista de partit                   | Escons   | +/– | Govern            |
| Any  | Líder              | Vots                               | %                                  | Vots                               | %                                  | Escons   | +/– | Govern            |
| ---- | ------------------ | ---------------------------------- | ---------------------------------- | ---------------------------------- | ---------------------------------- | -------- | --- | ----------------- |
| 2018 | András Fekete-Győr | 75,033                             | 1.36% (#6)                         | 175,229                            | 3.06% (#6)                         | 0 / 199  | Nou | Extraparlamentari |
| 2022 | Anna Donáth        | Dins la coalició Units per Hongria | Dins la coalició Units per Hongria | Dins la coalició Units per Hongria | Dins la coalició Units per Hongria | 10 / 199 | 10  | Oposició          |

### Parlament Europeu
| Any  | Parlament Europeu | Parlament Europeu | Parlament Europeu | Parlament Europeu | Grup PE      |
| Any  | Vots              | %                 | Escons            | +/–               | Grup PE      |
| ---- | ----------------- | ----------------- | ----------------- | ----------------- | ------------ |
| 2019 | 344,512           | 9.93% (#3)        | 2 / 21            | 2                 | Renew Europe |
| 2024 | 169,082           | 3.7% (#5)         | 0 / 21            | 2                 |              |

## Líders
|   | Imatge | Nom                 | Inici mandat           | Final                  | Durada                   |
| - | ------ | ------------------- | ---------------------- | ---------------------- | ------------------------ |
| 1 |        | András Fekete-Győr  | 4 de març de 2017      | 10 d'octubre de 2021   | 4 anys, 7 mesos i 6 dies |
| – |        | Anna Orosz (interí) | 10 d'octubre de 2021   | 21 de novembre de 2021 | 1 mes i 11 dies          |
| 2 |        | Anna Donáth         | 21 de novembre de 2021 | 29 de maig de 2022     | 6 mesos i 8 dies         |
| 3 |        | Ferenc Gelencsér    | 29 de maig de 2022     | 28 de gener de 2024    | 1 any, 7 mesos i 30 dies |
| 4 |        | Anna Donáth         | 28 de gener de 2024    | 7 de juliol de 2024    | 1 any, 5 mesos i 4 dies  |
| 5 |        | Márton Tompos       | 7 de juliol de 2024    | present                | En el càrrec             |